# Pablo Julio López
Pablo Julio López (Buenos Aires, 5 de noviembre de 1977) es un economista, docente y funcionario público argentino. Desde diciembre de 2019, es el ministro de Hacienda y Finanzas de la Provincia de Buenos Aires bajo el mandato del Gobernador Axel Kicillof.
Ha ocupado diversos cargos en la función pública nacional durante el segundo mandato presidencial de Cristina Fernández de Kirchner, entre los que destacan haber sido Director del Banco Central de la República Argentina y Secretario de Finanzas de la Nación, entre otros.

## Biografía
Nació en la Ciudad de Buenos Aires. Cursó la Licenciatura en Economía en la Facultad de Ciencias Económicas de la Universidad de Buenos Aires, obteniendo el título de grado en 2001. Posteriormente, también en UBA, realizó el magisterio en historia económica y la especialización en mercado de capitales. En la actualidad, se encuentra doctorando en ciencias sociales en la misma casa de estudios.
Se desempeñó como investigador del Conicet desde 2006 hasta 2011 y ha publicado diversos artículos investigación, divulgación y notas de opinión en medios, generalmente relacionados con deuda externa, financiamiento y desarrollo económico.
Es profesor adjunto de macroeconomía y de microeconomía en la UBA y profesor titular de Introducción a la Economía en la UNPAZ. En dicha casa de estudios fue, entre los años 2017 y 2019, Director del Departamento de Economía, Producción e Innovación. Participa del equipo de investigación del Centro de Estudios de Historia Económica Argentina y Latinoamericana (CEHAL), a cargo del Dr. Marcelo Rougier.

## Gestión Pública
En 2011, fue convocado por el Ministerio de Relaciones Exteriores para formar parte del equipo de la Subsecretaría de Desarrollo de Inversiones y Promoción Comercial, durante la gestión del entonces canciller Héctor Timerman. 
En 2012, fue nombrado Director Nacional de Política Macroeconómica bajo la órbita del Ministerio de Economía de la Nación, durante la gestión del Ministro Hernán Lorenzino, cargo que ocupó hasta mediados de 2013. En paralelo, fue nombrado Director Titular del Banco Macro y de Consultatio S.A. (empresa fundada por el empresario Eduardo Costantini) en representación del Estado Nacional.
En julio de 2013, fue designado por la Presidenta de la Nación, Cristina Fernández de Kirchner, como parte del Directorio del Banco Central, durante la gestión de Mercedes Marcó del Pont.
A fines de ese mismo año, fue designado Secretario de Finanzas de la Nación por Axel Kicillof, por entonces flamante Ministro de Economía. Mientras ostentaba este puesto, López cobró notoriedad en los medios nacionales como parte integrante de la comitiva argentina en la negociación de la deuda con el Club de París y en el litigio con los denominados Fondos Buitres, encabezando en varias ocasiones la delegación ante el Juez de Nueva York, Thomas Griesa. Asimismo, durante este período, fue representante argentino en el Área de Finanzas del G20.
Luego del triunfo de la coalición Cambiemos en las elecciones generales de 2015, López se dedicó a la docencia y la investigación en la UBA y UNPAZ durante los siguientes cuatro años. 
En diciembre de 2019, luego del triunfo del Frente de Todos en las elecciones presidenciales y provinciales, fue designado por el nuevo Gobernador Axel Kicillof como Ministro de Hacienda y Finanzas de la Provincia de Buenos Aires.